# Mastophora diablo
Mastophora diablo är en spindelart som beskrevs av Levi 2003. Mastophora diablo ingår i släktet Mastophora och familjen hjulspindlar. Inga underarter finns listade i Catalogue of Life.